# Liste de points extrêmes de la Serbie

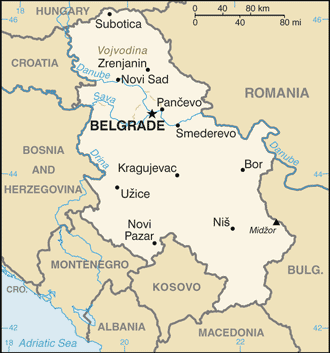
La Serbie sans le Kosovo.

Cet article liste les points extrêmes de la Serbie en latitude, longitude et altitude.

## Latitude et longitude
- Nord : Hajdukovo (46°11′N 19°40′E)
- Sud (avec le Kosovo) : Dragaš 41°52' N
- Sud (sans le Kosovo) : Miratovac (42°13′N 21°41′E)
- Est : Senokos 23°01'E
- Ouest : Bezdan 18°51'E

## Altitude
- Maximale avec le Kosovo : Velika Rudoka (en), 2 658 m
- Maximale sans le Kosovo : Midžor, 2 169 m
- Minimale : embouchure du Timok, 28 m